# Amministrazione postale delle Nazioni Unite
L'Amministrazione postale delle Nazioni Unite (APNU) si occupa, all'interno dell'ONU (Organizzazione delle Nazioni Unite), dell'emissione filatelica e del servizio postale.
Fu l'Argentina a proporre per la prima volta nel 1947 che le Nazioni Unite pubblicassero un proprio valore postale. Nel 1951 l'ONU raggiunse un accordo con gli Stati Uniti per l'emissione di un valore postale, nella valuta degli Stati Uniti e da usare unicamente all'interno della sede dell'ONU di New York. Il 24 ottobre 1951, in occasione della Giornata delle Nazioni Unite, fu emesso il primo francobollo.
Sono tre gli uffici incaricati dell'emissione filatelica dell'ONU: uno a New York che ha iniziato a emettere francobolli nel 1951, seguito dall'ufficio di Ginevra nel 1969 e da quello di Vienna nel 1979.
I francobolli delle Nazioni Unite con valuta in US$ possono essere usati unicamente per la posta in partenza dalla Sede ONU di New York, quelli in Franchi svizzeri per la posta in partenza dal Ufficio delle Nazioni Unite a Ginevra, quelli in euro dal Centro internazionale di Vienna.
I francobolli emessi dall'ONU hanno carattere legato al valore politico e sovranazionale dell'organizzazione, e così vi è una forte predilezione per i temi legati alla pace e allo sviluppo. Un altro filone molto seguito è quello dedicato alla flora, alla fauna e alle bellezze naturali. Non mancano emissioni sul tema dello spazio (e dell'avventura umana nell'esplorazione spaziale), sul patrimonio mondiale dell'UNESCO, la famiglia, l'integrazione delle razze fino alla sicurezza stradale, ecc.